# Franz von Sickingen

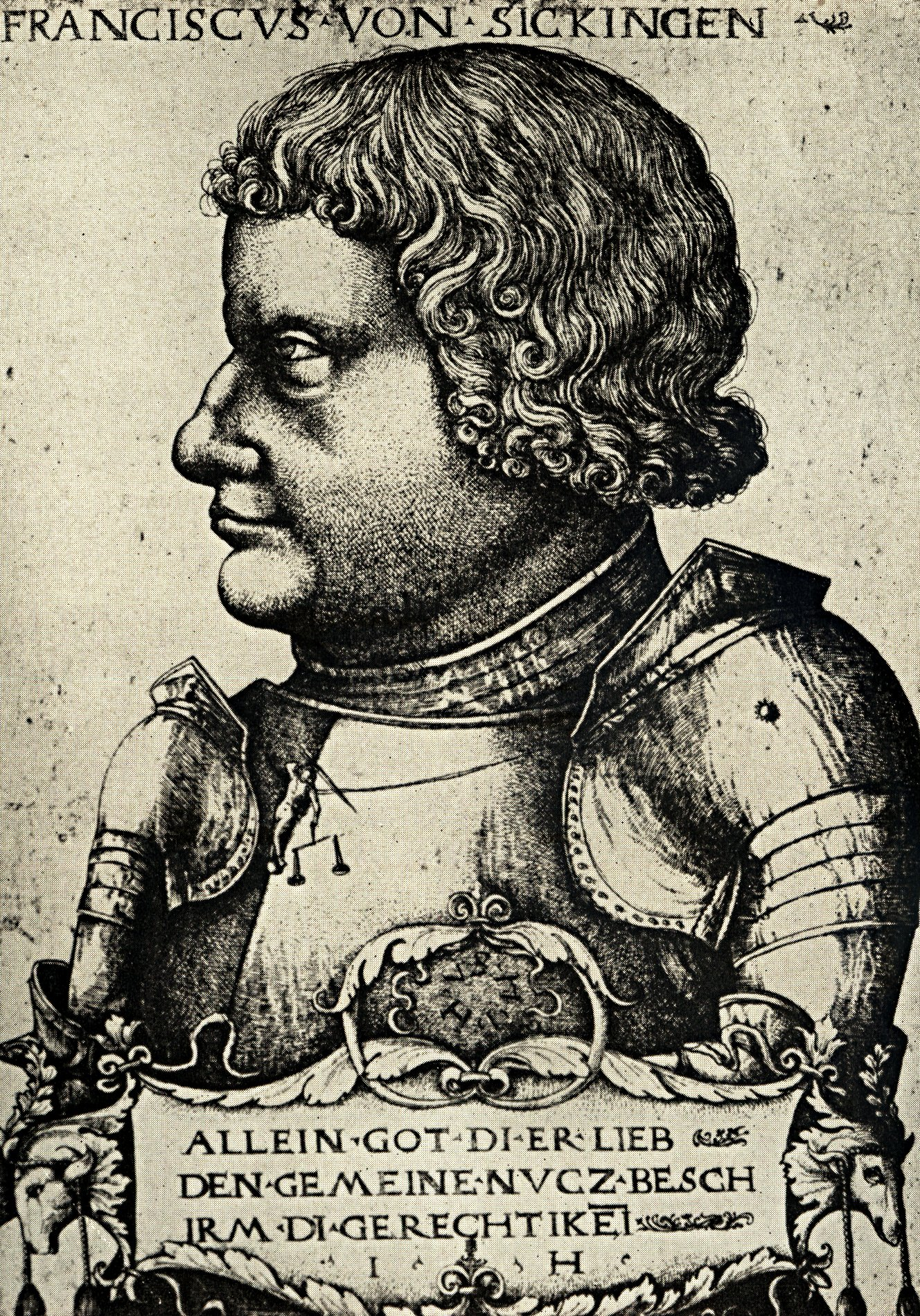
Franz von Sickingen (1520)

Reichsritter Franz von Sickingen (* 2. März 1481 auf Burg Ebernburg über Bad Münster am Stein-Ebernburg; † 7. Mai 1523 auf Burg Nanstein über Landstuhl) war Anführer der rheinischen und schwäbischen Ritterschaft. In der Zeit des Übergangs vom Mittelalter zur Neuzeit stritt er als Unterstützer von Anhängern der Reformation für die Säkularisation der kirchlichen Güter und führte seine Standesgenossen im Ritterkrieg an. Nach Belagerung und Übergabe seiner Burg Nanstein starb er dort an einer schweren Verwundung, die er bei der Beschießung erlitten hatte.

## Geschichte

### Adelsgeschlecht Sickingen

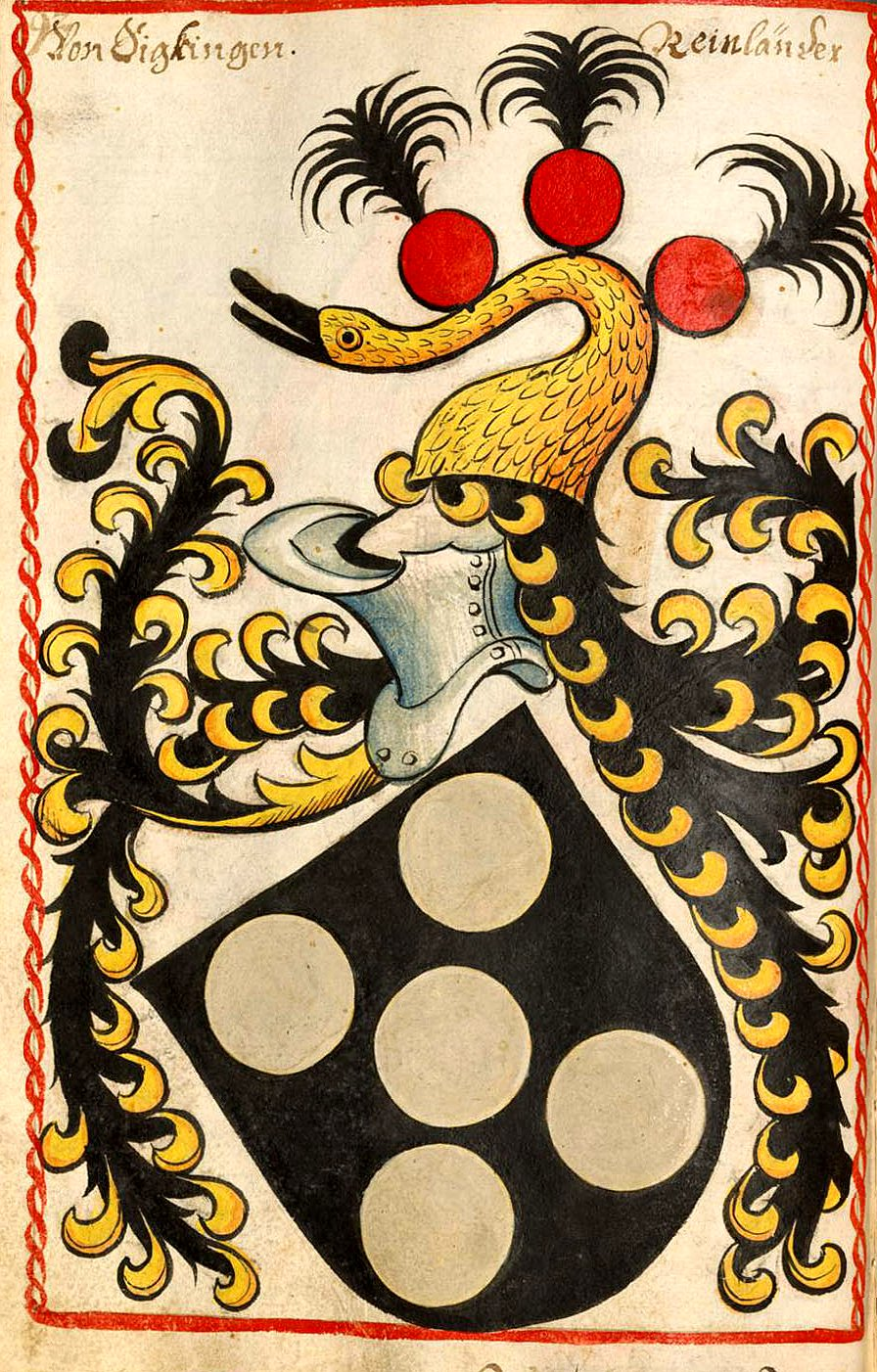
Wappen der Sickingen im Scheiblerschen Wappenbuch

Das Adelsgeschlecht Sickingen stammte ursprünglich aus Sickingen im heute nordbadischen Kraichgau. Der Ort Sickingen wurde 1936 nach Flehingen eingemeindet, das heute ein Ortsteil von Oberderdingen ist.

### Familie
Franz von Sickingen wurde an der unteren Nahe geboren, wo schon sein Großvater Reinhard ansässig gewesen war. Seine Mutter war Margarethe von der Hohenburg im Unterelsass. Als der Vater Schweickhardt im März 1505 starb, hinterließ er Franz, seinem einzigen Sohn, neben der Ebernburg als Stammsitz nicht nur einen großen nichtterritorialen Streubesitz zwischen Nahe, Unterelsass und Kraichgau, sondern offenbar auch ein bedeutendes Vermögen, das zum Teil aus Bargeld, zum Teil aus wirtschaftlichen Investitionen in Silber- und Kupferbergbau, zum Teil aus Schuldverschreibungen verschiedener Reichsfürsten bestand.
Franz heiratete um 1500 – verschiedene Quellen nennen 1498 bzw. 1499 – Hedwig aus dem Adelsgeschlecht der Flersheimer, Tochter des kurpfälzischen Amtmanns zu Kaiserslautern, Hans von Flersheim, und seiner Gattin Ottilie Kranich von Kirchheim, sowie Schwester des späteren Speyerer Bischofs Philipp von Flersheim († 1552). Sie wurde die Mutter seiner sechs Kinder und starb am 9. Januar 1515 bei der Geburt des siebten. Bis zum Tod seiner Frau kümmerte sich Franz von Sickingen vor allem um die Konsolidierung seiner Besitzungen.
Eine ältere Schwester war Katharina (1474–1493). Nachdem sie 1491 Orendel von Gemmingen (1464–1520) geheiratet hatte, der kurpfälzischer Vogt in Germersheim und Grundherr in Michelfeld (heute Angelbachtal) war, starb sie 1493 kurz nach der Geburt des Sohnes Weirich (1493–1548), der später in die Händel seines Onkels Franz von Sickingen verstrickt war.
Die Schwester Agnes († 1517) heiratete Wolfgang VI. von Dalberg (1473–1522), kurpfälzischer Amtmann in Oppenheim und Bruder des Wormser Bischofs Johann III. von Dalberg (1455–1503). Das Doppelepitaph von Agnes und Wolfgang VI. ist in der Katharinenkirche zu Oppenheim erhalten.

### Zwist mit dem Kaiser

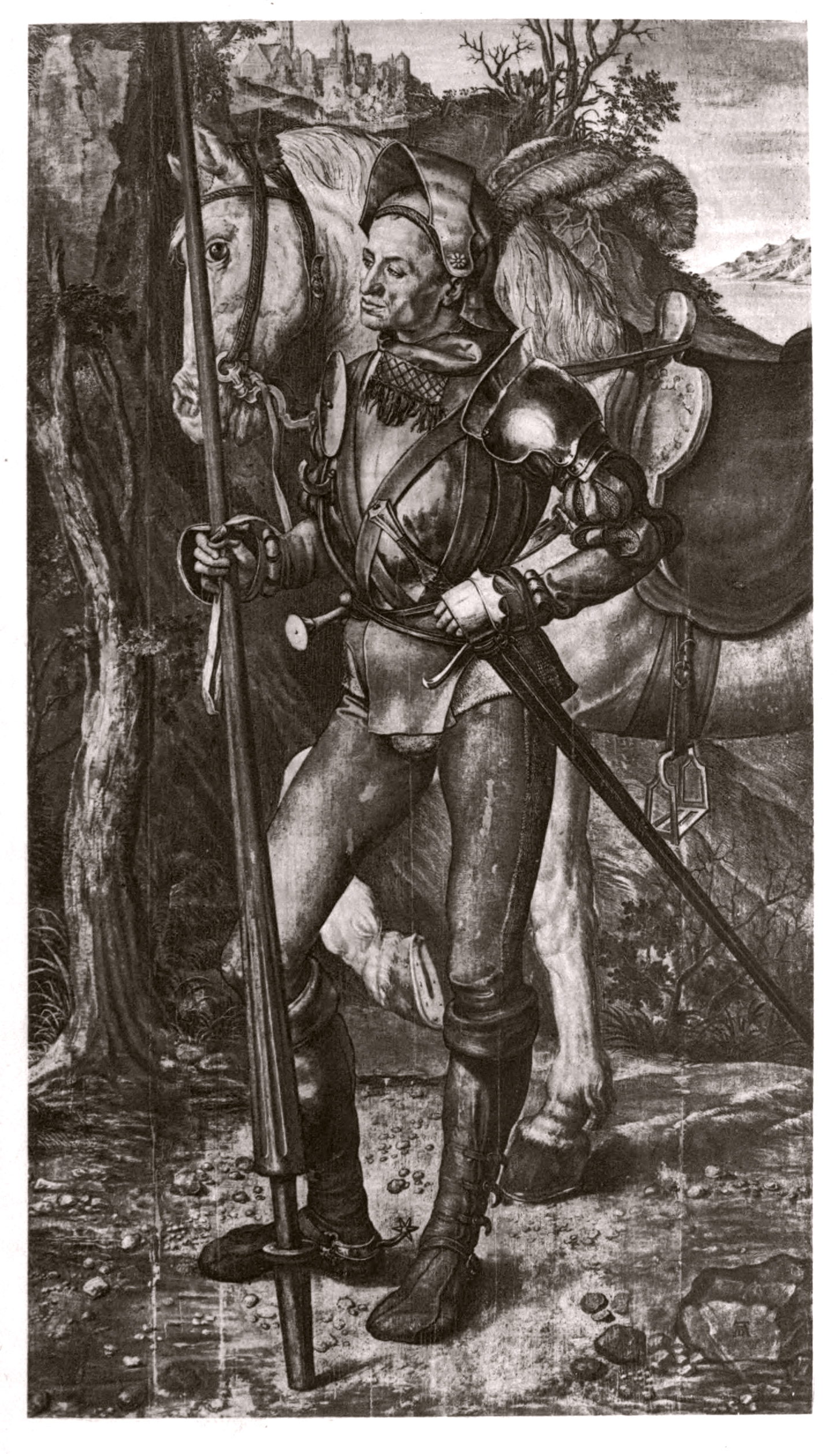
Albrecht Dürers Kupferstich Franz von Sickingen

Als Witwer machte Sickingen sich daran, die Verhältnisse des Ritterstandes zu verbessern. Modernere Methoden der Kriegsführung, insbesondere die zunehmende Verwendung der Artillerie und Änderungen der Kriegstaktik, nahmen dem Rittertum immer mehr von seiner früheren militärischen Bedeutung, so dass auch der politische Einfluss der Ritter schwand. Sie verarmten wirtschaftlich und gerieten in immer größere Abhängigkeit von den Landesfürsten. Deren Machtfülle einzuschränken, war Sickingens Ziel, außerdem wollte er ein Wiedererstarken des Ritterstandes und eine Stärkung der Stellung des Kaisers erreichen.
Der als kühn und unbeugsam geltende Sickingen focht zunächst im kaiserlichen Sold. Trotz des geltenden Landfriedens von 1495 führte er ab 1515 zahlreiche Fehden auf der Grundlage des altdeutschen Fehderechts, das ein Faustrecht darstellte. Das im Reich dominierende Römische Recht lehnte er ab, weil es nach seiner Meinung die Bauern und den niederen Adel, zu dem auch die Ritter zählten, benachteiligte. Meist fanden Sickingens Unternehmungen die Duldung des Pfalzgrafen bei Rhein, des pfälzischen Kurfürsten Ludwigs des Friedfertigen. Als Sickingen aber mit der Reichsstadt Worms in Streit geriet, bei dem ihn Götz von Berlichingen unterstützte, wurde er 1515 von Kaiser Maximilian I. geächtet.
Deshalb trat Sickingen, um sein politisches Überleben zu sichern, in die Dienste des französischen Königs Franz I. In dessen Auftrag eroberte er mit einem Aufgebot von 16.000 Landsknechten und 7.000 Reitern die Reichsstadt Metz für Frankreich. Mit 20.000 Gulden in Gold und einem Monatssold für Franz’ Kriegsknechte kaufte sich die Stadt von der Plünderung frei. Die erfolgreichen Fehden gegen Worms, Lothringen, Metz, die Landgrafschaft Hessen und die Reichsstadt Frankfurt brachten Sickingen einen Zuwachs an politischem Gewicht im Reich und weitere beträchtliche Vermögensgewinne ein. Kurz vor seinem Tod am 12. Januar 1519 zog Kaiser Maximilian den Soldritter, der ihm in französischen Diensten gefährlich war, wieder in das eigene Lager.
Gemeinsam mit dem Schwäbischen Bund platzierte Sickingen vor der auf den 18. Juni 1519 in der Reichsstadt Frankfurt angesetzten Königswahl Truppen in der Nähe, um die Wahl des Habsburgers Karl V. zu unterstützen, dessen Kontrahent der französische König Franz I. war. Zuvor hatte Sickingen im Auftrag des Schwäbischen Bundes ab März 1519 mit seinen Truppen am Krieg des Schwäbischen Bundes gegen Herzog Ulrich von Württemberg teilgenommen. Da Sickingen trotz der Zahlungen des Bundes von 27.618 Gulden einen Verlust von 766 Gulden erlitt, führte er auf eigene Rechnung Kriegszüge im Raum Ellwangen–Heilbronn–Gmünd, wobei er durch Brandschatzung und das Wegführen von Menschen und Vieh großen Schaden anrichtete, und annektierte am 1. November 1519 im Nordschwarzwald die württembergischen Ämter Neuenbürg und Wildbad. Der Schwäbische Bund verpfändete ihm zwar Neuenbürg, Sickingen musste aber das von ihm unrechtmäßig besetzte Wildbad vor 1522 an die österreichische Regentschaft Württembergs herausgeben. Auf die Vorzüge der warmen Heilquellen Wildbads hatte ihn wohl bereits Konrad von Sickingen aufmerksam gemacht, ein Verwandter, der in den herzoglichen Rechnungsbüchern von Stuttgart 1511–1513 als Vogt von Neuenbürg nachgewiesen ist. So nutzte Franz von Sickingen diese Heilquellen 1521 gerade zur Behandlung eines akuten Podagra-Anfalls, als ihn am 4. Juli dieses Jahres ein Schreiben Karls V. erreichte mit der Aufforderung, sich mit 2.000 Reitern und 15.000 Fußknechten an einem Feldzug gegen Frankreich zu beteiligen. Nach Sickingens Tod 1523 kam auch Neuenbürg wieder an Württemberg. 1525 entschädigte der württembergische Regent Erzherzog Ferdinand die Erben Sickingens mit 24.000 Gulden anstelle einer territorialen Rückerstattung des Amtes Neuenbürg.

### Einstellung zur Reformation

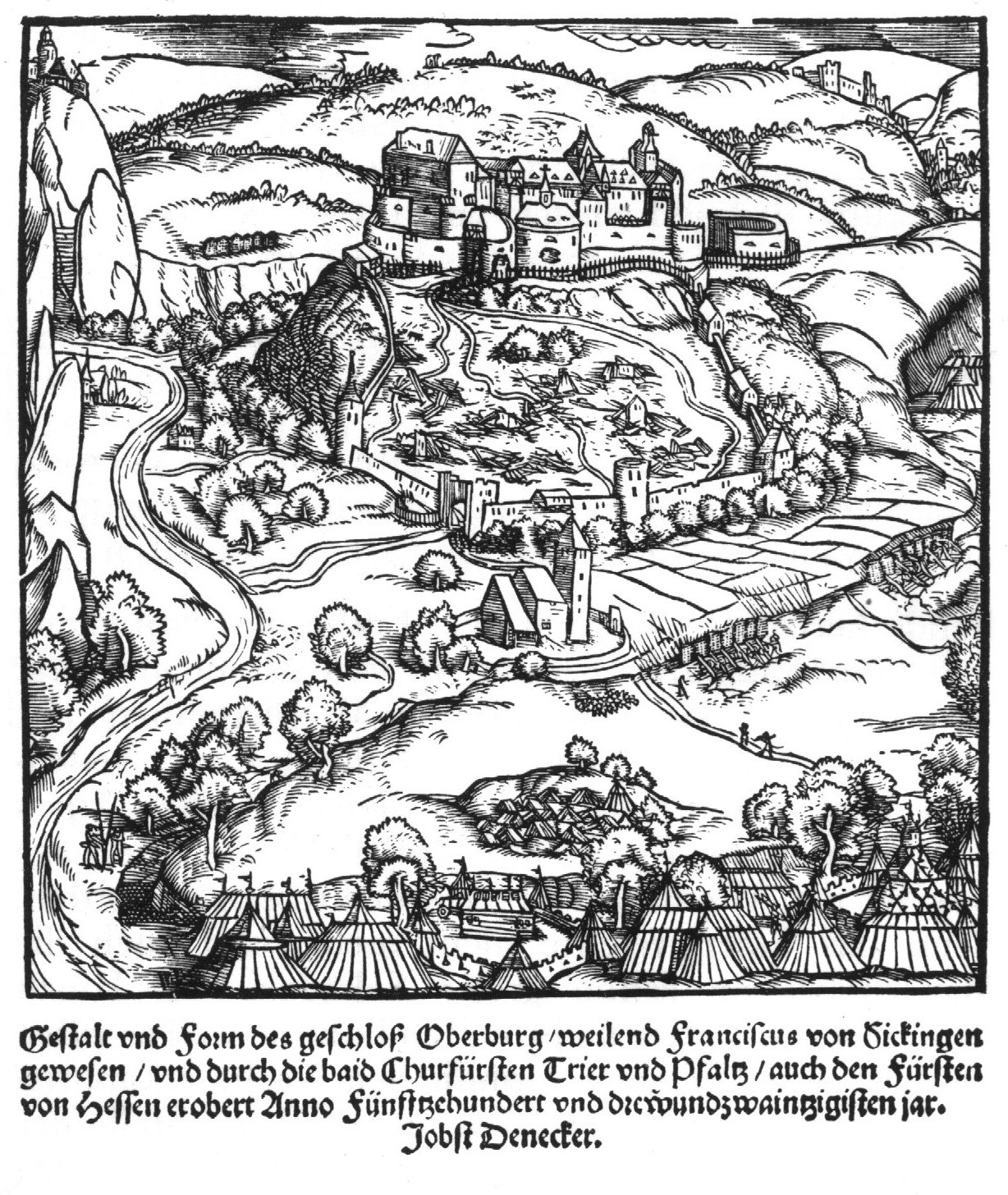
Ebernburg (Holzschnitt von Conrad Faber, 1523)

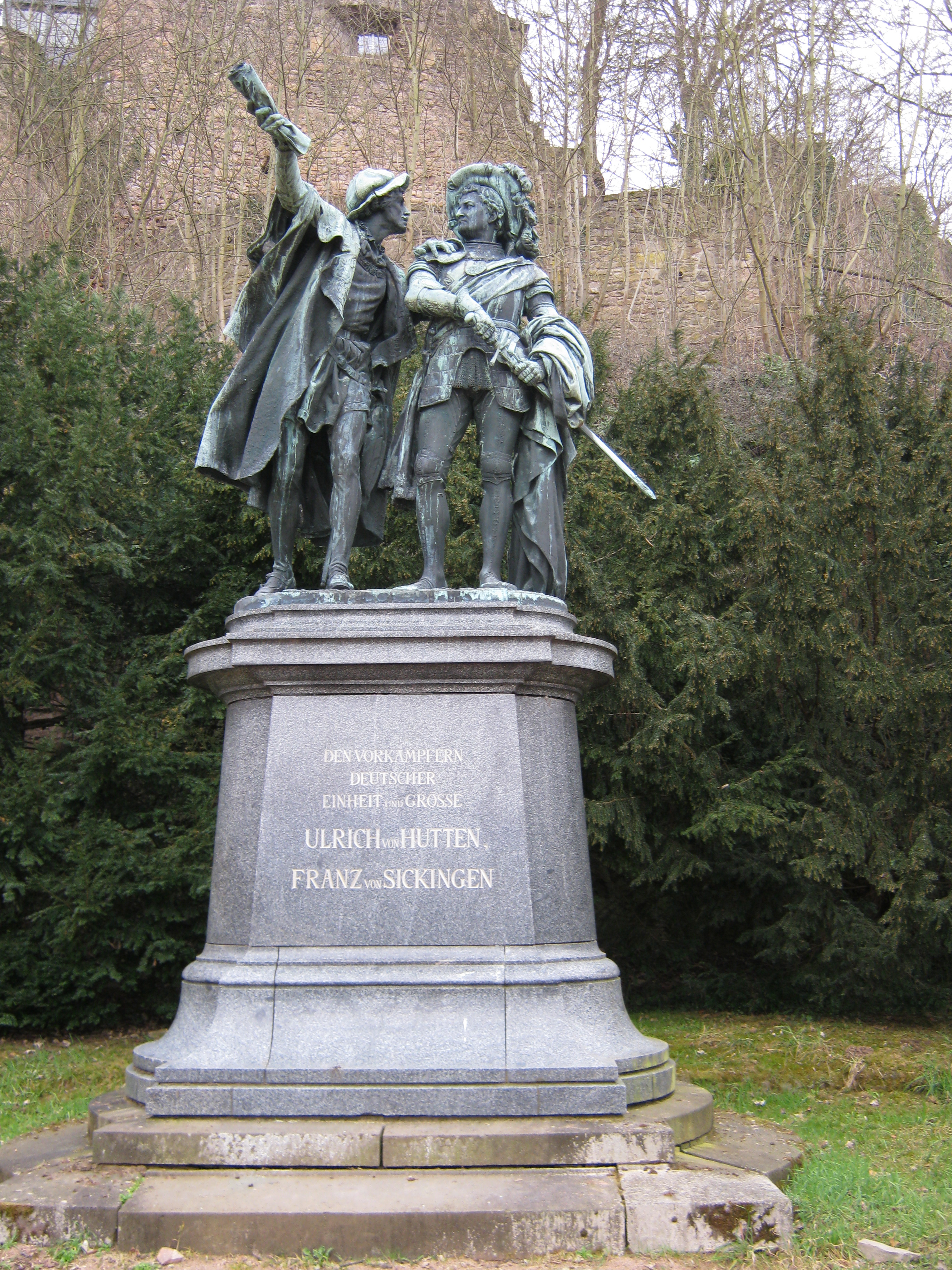
Hutten-Sickingen-Denkmal (Robert und Ludwig Cauer, 1889) auf der Ebernburg

1519 lernte Sickingen den sieben Jahre jüngeren Humanisten Ulrich von Hutten kennen. Dieser vermittelte ihm die Idee einer Reformation der Kirche „an Haupt und Gliedern“, die eine radikale Beschneidung der weltlichen Rolle der Kirche und die Reduktion auf die reine Predigt des Evangeliums zum Ziel hatte.
Sickingen hatte sich schon früh für die Sache Martin Luthers eingesetzt und diesem auch Asyl angeboten. Während Luther davon keinen Gebrauch machte, sammelten sich Anfang der 1520er Jahre auf Sickingens Ebernburg eine ganze Reihe anderer bedeutender Repräsentanten der Reformation, die wegen ihrer lutherischen Gesinnung meist ihre Anstellung verloren hatten oder sogar hatten fliehen müssen. Die Ebernburg erhielt daher durch Hutten in seiner Streitschrift zur Bannbulle Exsurge Domine des Papstes Leo X. gegen Luther den Beinamen „Herberge der Gerechtigkeit“.
In dieser Zeit hielten sich dort die Reformatoren Martin Bucer, Johannes Oekolampad, Johann Schwebel, Caspar Aquila und Kaspar Hedio auf. Diese Theologen begannen in ihrem Umfeld sehr bald mit der Einführung kirchlicher Veränderungen. So sind deutschsprachige Gottesdienste und Abendmahlsfeiern mit Kommunion unter beiderlei Gestalt auf der Ebernburg belegt. Mit dem Beginn von Sickingens Feldzug gegen Trier löste sich die Theologengemeinschaft allerdings auf; den meisten der Genannten gelang es, andernorts wieder eine Stelle als Pfarrer zu bekommen.
Johann Schwebel gilt als der eigentliche Verfasser der unter Sickingens Namen veröffentlichten protestantischen Schrift Ein sendbrieff, so Franciscus von Sickingen seinem schweher, dem edlen und ernvesten juncker Diethern von Henschuchßheym zu underrichtung etzlicher artickel christliches glaubens kürtzlingen zugeschickt hadt. Datum Ebernburg, am andern tag Petri und Pauli 1522. Das Datum bezeichnet den 30. Juni, der dem Peter-und-Paul-Tag folgt.

### Ritteraufstand und Tod

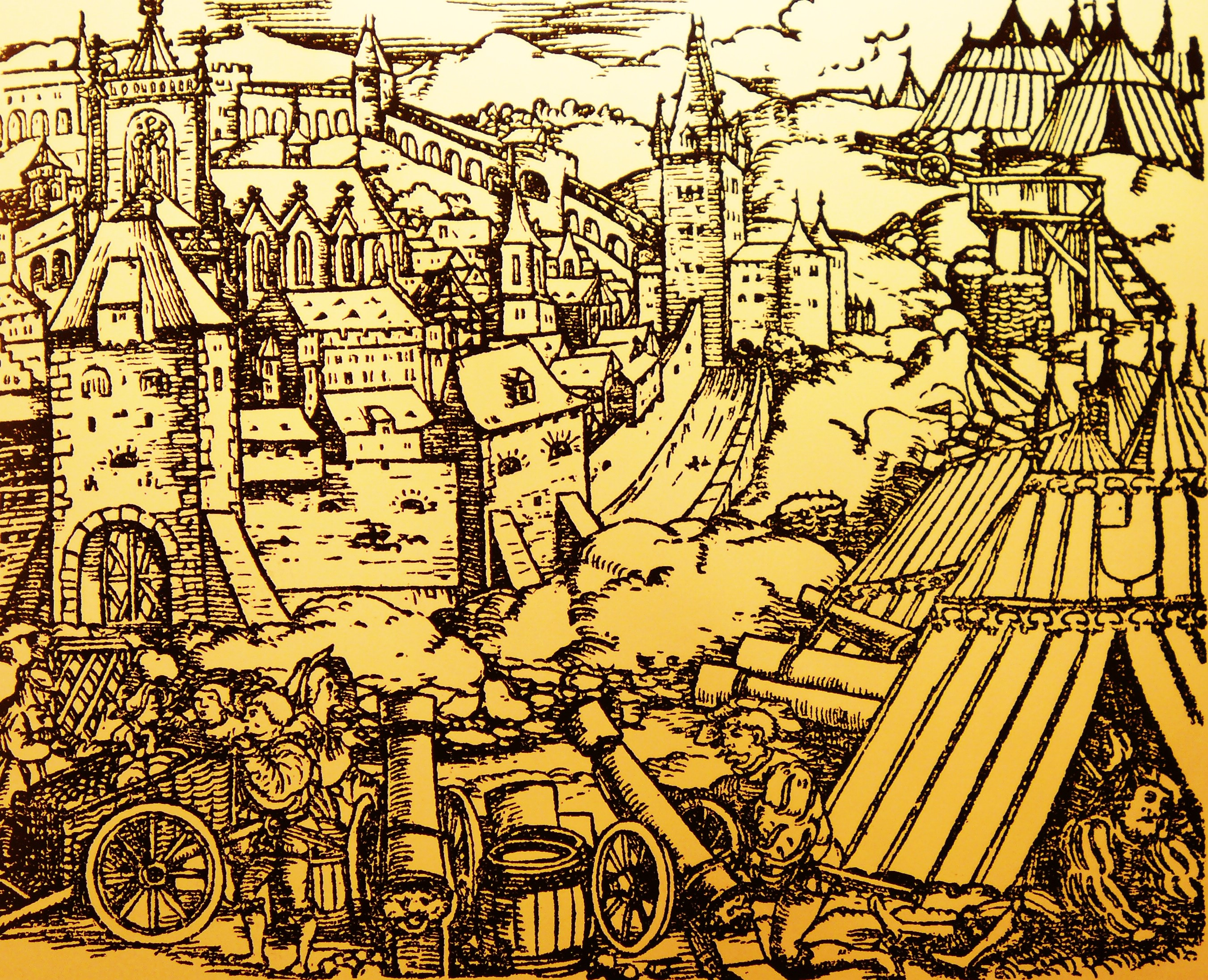
Belagerung von St. Wendel (1522), Holzschnitt von Conrad Faber, 1523

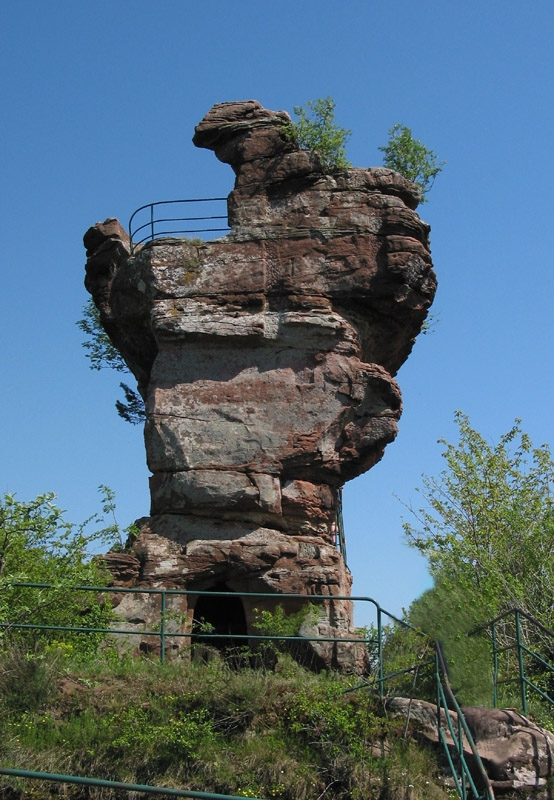
Rest des Bergfrieds der 1523 zerstörten Burg Drachenfels im Wasgau

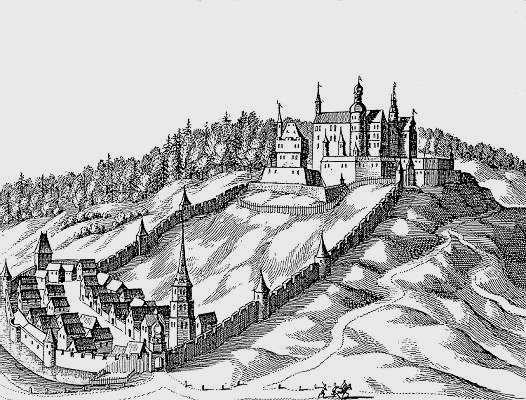
Burg Nanstein über Landstuhl als Renaissanceschloss nach dem Wiederaufbau (Kupferstich von Matthäus Merian, 1645)

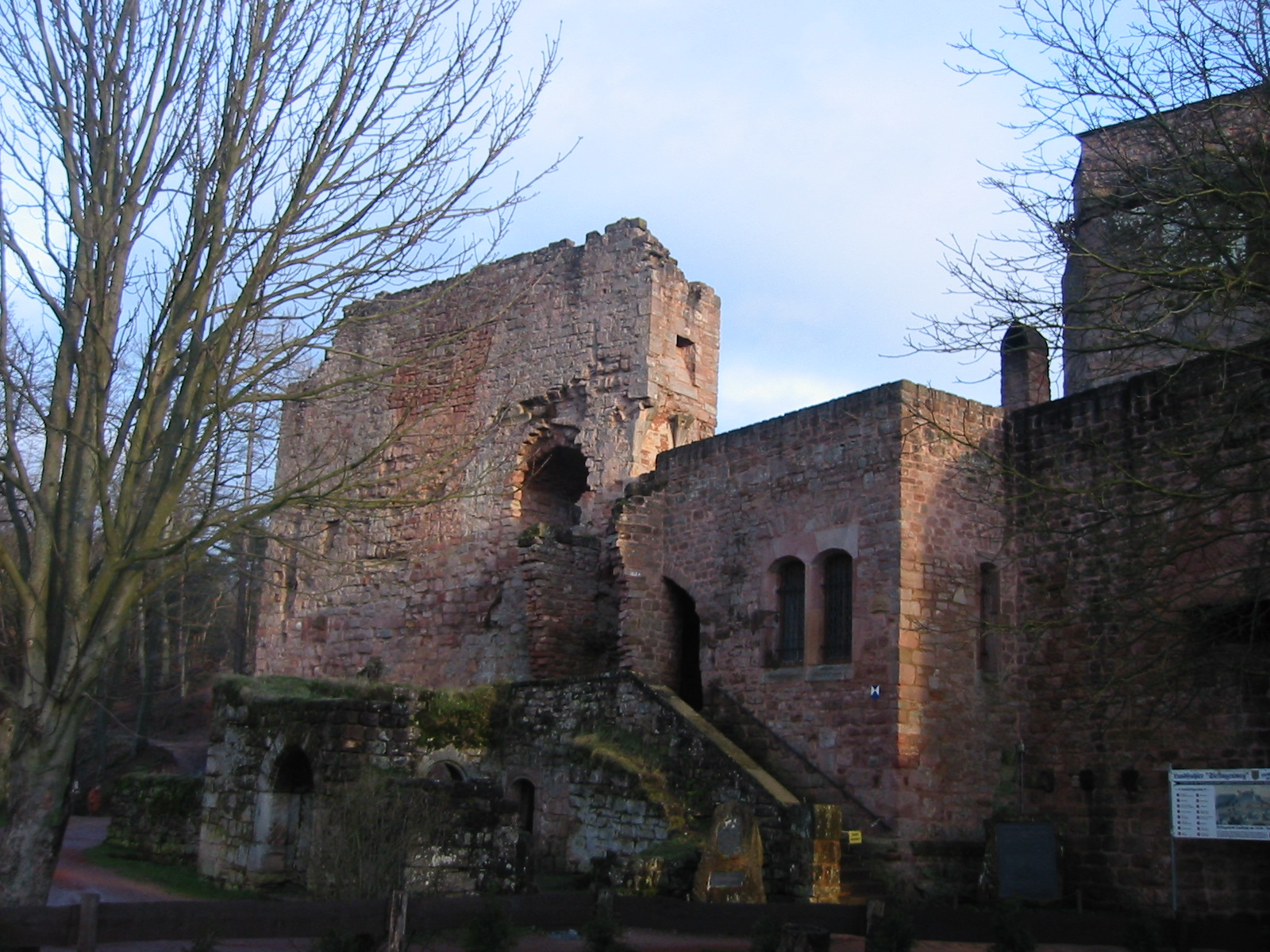
Burgruine Nanstein 2007

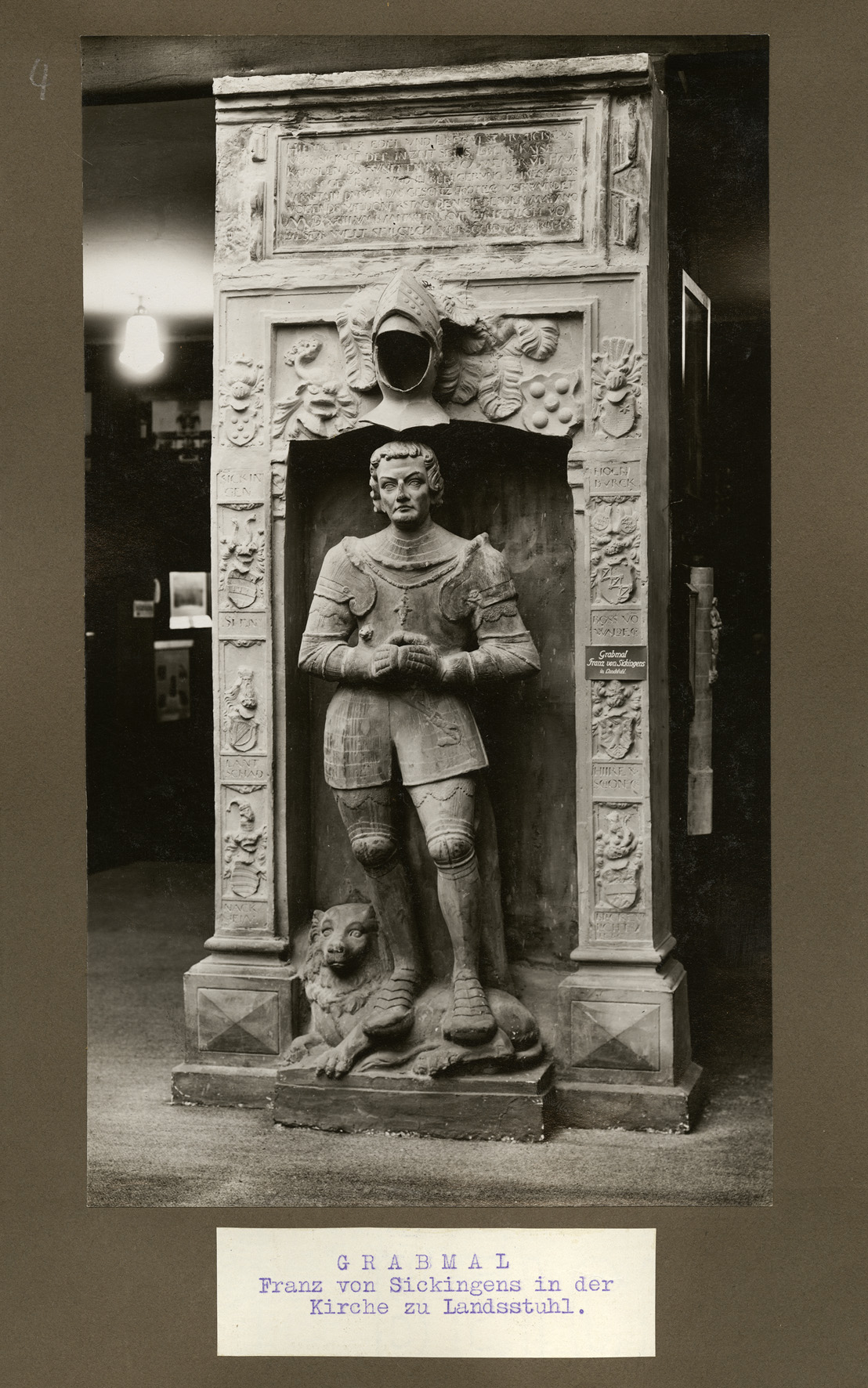
Franz’ von Sickingens Grabmal in Landstuhl

1521 war der erfolgreiche Heerführer Sickingen zum Idol des niederen Adels geworden, der sich in Bedrängnis zwischen der Geldwirtschaft der aufblühenden Städte und den Machtinteressen der Territorialherren befand. Das Einverständnis des 1519 gewählten neuen Kaisers Karl V. voraussetzend, betrieb Sickingen seine bisher erfolgreiche Fehdepolitik weiter, u. a. gegen die Städte Straßburg und Köln. Der Konflikt mit den süddeutschen Städten brachte Sickingen allerdings erstmals in finanzielle Schwierigkeiten, wozu auch die schlechte Zahlungsmoral Kaiser Karls beitrug, der Sickingen ab 1521 fast 100.000 Gulden schuldete – teilweise als bares Darlehen, teilweise als Auslage für die Anwerbung von Söldnern zu einem dann fehlgeschlagenen Frankreichfeldzug. Dieses selbst für einen wohlhabenden Reichsritter  hohe Fehlsumme, die vergleichsweise mehr als einem Zehntel der von Karl V. 1519 eingesetzten Wahlgelder entsprach, dürfte einen zusätzlichen Anreiz für Sickingens Risikobereitschaft in seiner nächsten Unternehmung dargestellt haben.
1522 unternahm Sickingen als Führer der rheinisch-schwäbischen Ritterschaft (Landauer Einung) den Versuch, das Kurfürstentum und Erzbistum Trier im Sinne der Reformation zu säkularisieren. Mit dem Angriff auf Trier begann er seinen „Pfaffenkrieg“, der auch als „Ritterkrieg“, „Pfälzischer Ritteraufstand“ oder „Trierer Fehde“ in die Literatur eingegangen ist. Seine eigene Burg Ebernburg ließ er in dieser Zeit durch Hartmut XII. von Cronberg verteidigen.
Im Gegensatz zu Sickingens früheren Gegnern konnte sein jetziger Gegenspieler Richard von Greiffenklau zu Vollrads, Kurfürst und Erzbischof von Trier, aber auf eine breite Unterstützung durch andere Landesfürsten bauen. Der Erzbischof war sogar der Cousin von Sickingens Schwager Wolfgang von Dalberg. Die kaiserliche Unterstützung, auf die Sickingen gehofft hatte, blieb aus, die Aufständischen wurden sogar mit der Reichsacht belegt.
Nach der gelungenen Eroberung der kurtrierischen Städte Blieskastel und St. Wendel scheiterte die Belagerung Triers im September 1522. Nach dem Winter holte die Fürstenkoalition, zu der neben Kurtrier auch die Kurpfalz unter Ludwig dem Friedfertigen und die Landgrafschaft Hessen unter Philipp dem Großmütigen gehörten, zum Gegenschlag aus. Unter dem Druck ihrer vereinigten Streitmacht musste sich Sickingen Ende April 1523 auf seine westpfälzische Burg Nanstein bei Landstuhl zurückziehen. Dem massiven Beschuss durch die Belagerer hielt die Befestigung nicht stand; nach der für die damalige Zeit unerhörten Zahl von 600 Kanonenkugeln an einem einzigen Tag musste Sickingen nach zwei Tagen kapitulieren. Er selbst war am 2. Mai während der Beschießung schwer verwundet worden. Zeitgenössischen Berichten zufolge stand er direkt hinter einer Schießscharte, als eine Kanonenkugel dort einschlug. Das Mauerwerk stürzte ein und begrub den Ritter unter sich. Die dabei erlittene schwere Verletzung des Unterleibs führte am 7. Mai zu seinem Tod.
Ein „warlicher Bericht“ von Kaspar Sturm (Reichsherold), Herold der Verbündeten, ist die Hauptquelle für den Feldzug Triers, Hessens und der Pfalz gegen Sickingen und über dessen Untergang. Er erzählt den Ablauf der Ereignisse in sachlicher chronologischer Anordnung, ohne auf die Situation und die Beweggründe der historischen Persönlichkeit einzugehen.
Bereits 1510 hatte Sickingen auch einen Ganerbenanteil an der 50 km von Landstuhl entfernten Burg Drachenfels im südpfälzischen Wasgau erlangt. Deswegen wurde diese Burg am 10. Mai 1523 von den Siegern zerstört, obwohl der Burgvogt, der mit acht Knechten allein anwesend war, sie angesichts der gewaltigen Übermacht kampflos übergeben hatte. Die Ebernburg und auch alle anderen Burgen, die vollständig oder teilweise im Eigentum Sickingens gestanden hatten, wurden in den Folgewochen von der Fürstenkoalition übernommen. Diese eroberte neben Landstuhl (Nanstein) und der Burg Drachenfels noch Burg Tanstein (Tann), Hohenburg, Lützelburg (Lutzelbourg), die Ebernburg und Steinkallenfels. Zahlreiche Burgen wie beispielsweise die Hohenburg wurden beschädigt.
1542, 19 Jahre nach dem Tode Sickingens, wurden seine Söhne wieder in die alten Rechte der Familie eingesetzt, mussten jedoch die Lehnshoheit der Kurpfalz anerkennen. Sie führten auch in den übrigen Teilen ihres Gebietes die Reformation ein. Die zerschossene Burg Nanstein wurde in der zweiten Hälfte des 16. Jahrhunderts wieder auf- und zu einem Renaissanceschloss umgebaut. Zerstörungen 1668 durch Kurfürst Karl Ludwig von der Pfalz und 1689 durch die französischen Truppen im Pfälzischen Erbfolgekrieg ließen die Anlage auf Dauer zur Ruine werden.
Franz von Sickingens jüngster Sohn, Franz Conrad von Sickingen (1511–1574), kurpfälzischer Marschall, Vitztum von Amberg und kaiserlicher Reichshof- und Reichskriegsrat, hinterließ aus erster Ehe fünf Söhne, welche die Begründer von fünf Zweiglinien wurden. Georg Wilhelm begründete den Zweig zu Schallodenbach, Franz den zu Sickingen, Schweickhard den zu Ebernburg, Friedrich den zu Hohenburg und Reinhard den zu Landstuhl. Die meisten Familienzweige traten im Laufe des 17. und 18. Jahrhunderts wieder zum Katholizismus über. Die Linie Sickingen-Landstuhl erlosch 1646, Sickingen-Schallodenbach 1668, Sickingen-Ebernburg 1768, Sickingen-Sickingen 1834. Die im Jahre 1606 in den Reichsfreiherren- und 1784 in den Reichsgrafenstand erhobene Linie von Sickingen zu Hohenburg erlosch im Mannesstamm erst 1932 und in weiblicher Linie 1954.

## Bedeutung

### „Letzter Ritter“ oder „Condottiere“?
Obwohl Sickingen mit seinen Bemühungen, dem Ritterwesen zu neuer Blüte zu verhelfen, gescheitert war und er auch den Rittertitel wahrscheinlich nur ererbt hatte, ohne je zum Ritter geschlagen worden zu sein, wurde ihm von manchen voller Respekt der Titel „Letzter Ritter“ zuerkannt. Diesen Ehrentitel teilt er sich mit seinem Zeitgenossen Kaiser Maximilian I. Einige Historiker nennen ihn heute aber auch den „Einzigen Condottiere großen Stils auf deutschem Boden“.

### Andenken

#### Sickingen-Städte

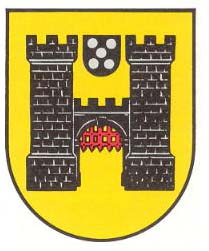
Wappen von Landstuhl mit Tor und Sickingen-Wappen

Verschiedene Städte und Gemeinden taten sich anlässlich des 500. Geburtstages zu einer Interessengemeinschaft zusammen, gaben gemeinsam eine Sickingenzeitung heraus und nennen sich seither – teilweise inoffiziell – Sickingenstadt. Zu der Interessengemeinschaft zählen Bad Münster am Stein-Ebernburg, Bretten, Landstuhl und Oberderdingen.
- In Bad Münster am Stein-Ebernburg trug die Franz-von-Sickingen-Schule (heute Realschule plus am Rotenfels) den Namen des Ritters.
- In Landstuhl, die seit 1995 auch offiziell Sickingenstadt als Namensbestandteil führt, sind Einrichtungen nach dem Ritter benannt, so z. B. das Sickingen-Gymnasium, an dem einst der Schriftsteller Ludwig Thoma Lateinschüler war, oder der Sickingen-Sport-Club (SSC Landstuhl 03). Der Stadtbus trägt den Namen Sickingenbus.
Aus Anlass des 475. Todestages Franz von Sickingens 1998 wurde ein Sickingen-Jahr ausgerufen.[16] Jedes Jahr am 7. Mai, dem Todestag, findet auf der Burg Nanstein eine Gedenkfeier zu seinen Ehren statt.

#### Geographie
Geographische Bezeichnungen beziehen sich auf Sickingen.
- Die Sickinger Höhe ist der zwischen Landstuhl und dem Tal des Schwarzbachs gelegene Nordteil der Westricher Hochfläche.
- Eine Anhöhe auf dem Petrisberg bei Trier, von der aus Sickingen während der Belagerung die Stadt mit Kanonen beschossen haben soll, heißt noch heute Franzensknüppchen, ebenso trägt die Sickingenstraße, die aus dem Trierer Stadtteil Olewig auf den Petrisberg führt, ihren Namen nach dem Ritter.
- 1930 wurde in Wien-Favoriten die Sickingengasse nach dem Ritter benannt.
- In Berlin-Moabit ist eine Sickingenstraße nach Franz von Sickingen benannt.

#### Kultur und Literatur
Kulturelle Ereignisse und literarische Werke gehen auf Sickingens Namen zurück oder beschäftigen sich mit seinem Leben.
- Die Burgspiele Landstuhl, deren Aufführungen seit 1963 auf Burg Nanstein stattfinden, haben Theaterstücke im Programm, die sich mit Sickingens Schicksal befassen.[17]
- Die damalige Verbandsgemeinde Wallhalben auf der Sickinger Höhe rief 1991 den Sickinger Mundartdichter-Wettstreit ins Leben, der seither alle zwei Jahre – mittlerweile durch die neue Verbandsgemeinde Thaleischweiler-Wallhalben organisiert – in der Ortsgemeinde Herschberg stattfindet. Mit dem 1. Preis wurde 1997 ein Sonett ausgezeichnet, das sich mit den letzten Minuten des schwerverwundeten Ritters beschäftigt.[18]
- Ferdinand Lassalle veröffentlichte 1859 das Drama Franz von Sickingen: eine historische Tragödie. Daran entzündete sich die „Sickingen-Debatte“ über eine sozialistische ästhetische Theorie und Praxis zwischen Lassalle einerseits und Marx sowie Engels andererseits.[19]
- Albrecht Dürers Kupferstich Ritter, Tod und Teufel von 1513 wurde jahrhundertelang für eine Allegorie auf Franz von Sickingen gehalten. Die große kulturhistorische Sonderausstellung von 2015 im Landesmuseum Mainz trug daher den Namen „Ritter! Tod! Teufel? Franz von Sickingen und die Reformation“.

#### Benennungen
- Während der NS-Zeit wurde 1938 an der Technischen Universität Darmstadt eine Kameradschaft Franz von Sickingen des NS-Studentenbundes aufgestellt.[20]

#### Denkmale
- In der Landstuhler Kirche St. Andreas ist das Grabmal Franz’ von Sickingens erhalten.
- Eine Sickingen-Büste aus weißem Marmor, 1827 gefertigt von Ernst von Bandel, steht in der Ruhmeshalle Walhalla oberhalb von Donaustauf.
- In Bad Münster am Stein-Ebernburg schufen Karl Cauer und Söhne 1889 ein Denkmal für Franz von Sickingen und Ulrich von Hutten. Es trägt die Widmung „Den Vorkämpfern deutscher Einheit und Grösse“.
- Für die St.-Marien-Kirche in Zwickau schuf der Bildhauer Emil Huber 1891 ein Standbild Sickingens.